# Mitchel Resnick
Mitchel Resnick, né le 12 juin 1956, est un chercheur américain. 
Professeur de recherche sur l'apprentissage, directeur du Centre Okawa et directeur du groupe Lifelong Kindergarten au MIT Media Lab, il est le responsable du programme académique des arts médiatiques et des médias, le programme académique qui accorde des diplômes de maîtrise et des doctorats au MIT Media Lab[Quand ?]. 
Le groupe de recherche de Resnick a développé une variété d'outils éducatifs qui incite les gens dans de nouveaux types d'activités de conception et d'expériences d'apprentissage, y compris les « briques programmables » qui ont servi de base au logiciel primé LEGO Mindstorms et StarLogo. Il a cofondé Computer Clubhouse, un réseau primé de centres d'apprentissage pour les jeunes issus de communautés mal desservies. Resnick est également cofondateur et co-chercheur principal du Center for Civic Media au MIT.
Le groupe Resnick a développé un nouveau langage de programmation, appelé Scratch, qui permet aux enfants de créer leurs propres histoires animées, jeux vidéo et art interactif. Resnick est également impliqué dans la prochaine génération de briques programmables et dans le projet d'ordinateur portable de 100 $.
Il a reçu un Prix du jeune chercheur de la Fondation nationale de la science ', Termites et Traffic Jams, co-éditeur du Constructionism in Practice: Designing, Thinking and Learning in a Digital World (1996) et Co-auteur de Aventures dans la modélisation: exploration de complexes, systèmes dynamiques avec StarLogo (2001).
Il est aussi le gagnant du prix Harold W. McGraw, Jr. 2011 en éducation. Il a été classé parmi les 100 personnes les plus créatives dans Business 2011 par Fast Company. Il a également collaboré étroitement avec des chercheurs tels que Natalie Rusk (en), Brian Silverman (en) et Yasmin Kafai (en).